# Nymphidium nivea
Nymphidium nivea is een vlindersoort uit de familie van de prachtvlinders (Riodinidae), onderfamilie Riodininae.
Nymphidium nivea werd in 1928 beschreven door Talbot.